# Arka Gdynia (baloncesto)
El Arka Gdynia es un equipo profesional de baloncesto polaco, con sede en Gdynia, Polonia. El equipo juega en la TBL, la máxima competición de su país. El club es patrocinado por la empresa tecnológica polaca Asseco. Disputa sus partidos en el Gdynia Sports Arena, con capacidad para 5500 espectadores.  

## Historia
El equipo fue fundado en el 1995 con el nombre de STK Trefl Sopot. Ese mismo año ascendió de la tercera a la segunda división. En la temporada siguiente ascendió primera división polaca, es decir, la Dominet Bank Ekstraliga.
En el 2003, el Prokom Trefl jugó la final de la FIBA EuroCup Challenge contra Aris Salónica BC. A partir de entonces ha participado siempre en la Euroliga. En su primera Euroliga el Prokom se convirtió en el primer equipo polaco en llegar al top 16 de esta competición. Hasta 2013 el club teniá la Licencia A de la Euroliga que normalmente te permitía clasificarte automáticamente para jugarla.

## Nombres
- Trefl Sopot (1995–1998)
- Prokom Trefl Sopot (1998–2008)
- Asseco Prokom Sopot (2008–2009)
- Asseco Prokom Gdynia (2009–2013)
- Asseco Gdynia (2013–2018)

## Trayectoria
| Temporada | Nivel | Liga    | Pos. | Copa de Polonia  | Competiciones europeas | Competiciones europeas | Otras competiciones | Otras competiciones |
| --------- | ----- | ------- | ---- | ---------------- | ---------------------- | ---------------------- | ------------------- | ------------------- |
| 1995–96   | 3     | II Liga | 1º   |                  |                        |                        |                     |                     |
| 1996–97   | 2     | I Liga  | 1º   |                  |                        |                        |                     |                     |
| 1997–98   | 1     | PLK     | 9º   |                  |                        |                        |                     |                     |
| 1998–99   | 1     | PLK     | 11º  |                  |                        |                        |                     |                     |
| 1999–00   | 1     | PLK     | 9º   | Campeón          |                        |                        |                     |                     |
| 2000–01   | 1     | PLK     | 3º   | Campeón          | 3 Korać Cup            | QF                     |                     |                     |
| 2001–02   | 1     | PLK     | 2º   |                  | 3 Korać Cup            | QF                     |                     |                     |
| 2002–03   | 1     | PLK     | 2º   |                  | 4 Champions Cup        | RU                     |                     |                     |
| 2003–04   | 1     | PLK     | 1º   |                  | 2 ULEB Cup             | OF                     |                     |                     |
| 2004–05   | 1     | PLK     | 1º   |                  | 1 Euroleague           | T16                    |                     |                     |
| 2005–06   | 1     | PLK     | 1º   | Campeón          | 1 Euroleague           | TR                     |                     |                     |
| 2006–07   | 1     | PLK     | 1º   |                  | 1 Euroleague           | T16                    |                     |                     |
| 2007–08   | 1     | PLK     | 1º   | Campeón          | 1 Euroleague           | TR                     |                     |                     |
| 2008–09   | 1     | PLK     | 1º   |                  | 1 Euroleague           | T16                    | United League       | 8º                  |
| 2009–10   | 1     | PLK     | 1º   |                  | 1 Euroleague           | QF                     |                     |                     |
| 2010–11   | 1     | PLK     | 1º   | Semifinalista    | 1 Euroleague           | TR                     | United League       | TR                  |
| 2011–12   | 1     | PLK     | 1º   | Cuartos de final | 1 Euroleague           | TR                     | United League       | TR                  |
| 2012–13   | 1     | PLK     | 6º   | Semifinalista    | 1 Euroleague           | TR                     |                     |                     |
| 2013–14   | 1     | PLK     | 7º   |                  |                        |                        |                     |                     |
| 2014–15   | 1     | PLK     | 7º   | Cuartos de final |                        |                        |                     |                     |
| 2015–16   | 1     | PLK     | 8º   | Cuartos de final |                        |                        |                     |                     |
| 2016–17   | 1     | PLK     | 13º  |                  |                        |                        |                     |                     |
| 2017–18   | 1     | PLK     | 11º  | Cuartos de final |                        |                        |                     |                     |
| 2018–19   | 1     | PLK     |      |                  | 2 EuroCup              | TR                     |                     |                     |

## Palmarés
- Liga de Polonia: 9

2004, 2005, 2006, 2007, 2008, 2009, 2010, 2011, 2012
- - Subcampeón: 2

2002, 2003
- Copa de Polonia: 4

2000, 2001, 2006, 2008
- - Subcampeón: 2

2007, 2009
- Supercopa de Polonia: 2

2001, 2010
- - Subcampeón: 3

2007, 2011, 2012
- FIBA EuroCup Challenge
  - Subcampeón: 1

2003

## Jugadores destacados
| - Andrzej Adamek - Mariusz Bacik - - Dardan Berisha - Filip Dylewicz - Adam Hrycaniuk - Iwo Kitzinger - Łukasz Koszarek - Adam Lapeta - Paweł Mróz - Andrzej Pluta - Mateusz Ponitka - Krzysztof Szubarga - Adam Waczyński - Adam Wójcik - Przemysław Zamojski - Jan-Hendrik Jagla - - Ali Bouziane - - Rubén Wolkowyski - - Rašid Mahalbašić - Tomas van den Spiegel - Jasmin Hukić - Aleksej Nešović - Aleksandar Radojević - - Ratko Varda - Filip Videnov - Denham Brown - - Christopher Paredes - Alan Gregov - Goran Kalamiza - - Igor Milicic - Josip Vranković - Michael Andersen - Goran Jagodnik - Christos Charisis - István Németh - - Julian Khazzouh - Gintaras Einikis - Giedrius Gustas | - Tomas Masiulis - Darius Maskoliūnas - Donatas Motiejunas - Tomas Pacesas - Simonas Serapinas - Donatas Slanina - - Koko Archibong - Christian Dalmau - Ryan Richards - Petr Welsch - Jiří Zídek - Fedor Dmitriev - Pape Sow - Andrija Ćirić - Milan Gurović - - Dušan Jelić - Maksim Kovacevic - Dragan Marković - Lazar Radosavljevic - Miroslav Radošević - Jovo Stanojević - Zoran Stevanović - Filip Zekavicic - Hüseyin Beşok - Alex Acker - Thomas Adams - - Gary Alexander - Michael Ansley - Rashid Atkins - Drew Barry - Brent Benson - Travis Best - Jerel Blassingame - Tyrone Brazelton - Devin Brown - Bobby Brown (baloncestista) - - Pat Burke - Ronnie Burrell | - Phil Cartwright - Travis Conlan - Duane Cooper - Quinton Day - Courtney Eldridge - Daniel Ewing - Todd Fuller - Chris Gaston - Alonzo Gee - J. R. Giddens - Justin Hamilton - Venson Hamilton - Lorinza Harrington - Gregory Hillman - David Hinton - Byron Houston - Harold Jamison - - Antuan Johnson - Tim Kisner - Michael Kuebler - - Oliver Lafayette - - David Logan - - Joseph McNaull - Brian Miles - Mark Miller - Jerrod Mustaf - Ivano Newbill - Leroy Nobles - - Jeff Nordgaard - Frank Robinson - Mustafa Shakur - Channing Toney - Drew Viney - Dajuan Wagner - A.J.Walton - Mike Wills - Qyntel Woods |